# Cinnamomum heyneanum
Espèce
Synonymes
- Cinnamomum burmanni var. angustifolium (Hemsl.) C.K.Allen[1]
- Cinnamomum iners var. subvenosum Meisn.[1]
- Cinnamomum linearifolium Lecomte[1]
- Cinnamomum pedunculatum var. angustifolium Hemsl.[1]

Statut de conservation UICN

 EN  : En danger
Cinnamomum heyneanum est une espèce de plantes à fleurs de la famille des Lauraceae.

## Publication originale
- Plantae Asiaticae Rariores 2: 76.